# 夢想家
《夢想家》是一部台灣搖滾音樂劇，由行政院文化建設委員會委託表演工作坊製作，在2011年「中華民國建國一百年國慶晚會」演出。主要製作人為賴聲川（擔任創意總監、編劇與歌曲作詞），導演丁乃箏、呂柏伸，主要音樂創作者為陳志遠，主要演員周定緯、林芯儀、李杰宇、張靜之、林維哲。
於當年度10月10日（中華民國國慶日）、10月11日在台中市圓滿戶外劇場演出兩個場次，耗資約新台幣2.58億元。外界質疑費用過於高昂，並涉及帳目不清等財務問題，引發台灣社會內部討論，成為2012年中華民國總統選舉的議題之一，並登上台灣2011年十大藝文新聞第一名。台北地檢署以貪污案進行偵辦，但以「查無實據」結案，2013年監察院以此案涉及行政缺失，糾正行政院與文化部（前文建會）。

## 內容
即將參與舞蹈比賽的《夢想家》舞團，由於經費上的問題，需要招募贊助商來維持舞團營運，導致贊助商所要求的置入性行銷降低了作品的品質，舞團在現實的經濟問題與理想的作品間面臨前所未有的拉鋸。團長小飛同時還需要抉擇自己未來的出路，於家人的壓力下，在企業管理科系與舞蹈之間做出選擇。某個晚上，陷於重重泥沼的小飛，與年紀已經100歲的爺爺，一同回憶起1911年那段被人遺忘的革命回憶。由於沒有被歷史記載，誰都不相信爺爺的父母曾經戰死在黃花崗之役。
而後，舞團中現實與理想的兩端也開始走向分裂，大部分團員靠向有商業利益的那端，僅有少部分團員留在團長小飛身邊。深陷窘境的小飛，在時空交疊的心靈頓悟下，隱隱約約開始理解了爺爺曾道出的那段被人遺忘的歷史。
時空退回到1911年，那是一段小老百姓被官吏稤奪的歲月，爺爺的父母當時也很年輕，面對的卻是比小飛更為慘忍嚴酷的環境-善良守法的小老百姓被殘酷貪婪的巡警搜刮。原本如同行屍走肉般活著的小老百姓，心中燃起了革命的怒火，並準備醞釀一場起義（黃花崗之役）。
兩個不同的時空同時進行著相同的戲碼。時間回到了2011年比賽日，倒向商業利益的那一方，在「毫哥100度c」贊助商的影響下，上演充斥著置入性行銷的戲碼，並在表演完後垂頭喪志的走下場。緊接著是由小飛所帶領的《夢想家》 舞團上台演出。雖然經費與人員數量都不完整，他們還是在堅持原創的理想下，賣力的進行了演出。比賽結束後，各方開始等待評審結果。
2011年的比賽暫時告一個段落，時間又拉回1911年，爺爺的父母參與了運送彈藥的任務，還差點被巡警給識破。最後他們在革命總部準備起義之前，留下了一封來不及寫完的簡短家書給爺爺，最後再也沒有回來。（起義失敗被俘，並且被槍斃）
雖然因為夢想的緣故，爺爺的父母戰敗而死，但若沒有這樣的夢想，也就沒有民主的一切。隱隱約約中，爺爺傳達著這樣一個訊息，就算被歷史所遺忘，爺爺希還是希望小飛能從這些拋頭顱灑熱血的「真正的夢想家」身上理解夢想的真諦與殘酷的代價。透過爺爺與小飛之間「堅持夢想」信念的傳承，完成了世代象徵性的交替。
最後，懷著更為成熟的理想主義的小飛，回到了家中與自己的父母親表達了自己發展舞蹈的心願與理想，並且收到了《夢想家》勝選的消息。
1911年的黃花崗起義失敗了，2011年小飛的舞蹈比賽則勝利了。
除此之外還上演著一件喜出望外的事情。爺爺曾在年輕時期愛上一名會跳舞的女生，卻因為不敢違背大家的意願與她在一起，而後悔一輩子。如今通知小飛比賽結果的純純（小飛團裡的舞者），最後在小飛父母的見證下成為了男女朋友，爺爺高興的衝出來指著純純大喊「會跳舞的女孩」，算是幫爺爺完成了一樁心願。
爺爺高興的從家中走出來，望向遠邊的一棵樹，樹下出現了爺爺的父母。

## 演員陣容

### 藝人
| 性質         | 演員   | 角色       | 介紹                                   |
| ------------ | ------ | ---------- | -------------------------------------- |
| 男主角(古代) | 周定緯 | 王晚晴     | 1911年角色，小飛爺爺的爸爸(曾祖父)     |
| 女主角(古代) | 林芯儀 | 林春梅     | 1911年角色，小飛爺爺的媽媽(曾祖母)     |
| 男主角(現代) | 李宇   | 王飛(小飛) | 2011年角色，舞團團長                   |
| 女主角(現代) | 張靜之 | 純純       | 2011年角色，小飛團裡的舞者             |
| 男配角(現代) | 林維哲 | 大德       | 2011年角色，小飛團裡的舞者、小飛好朋友 |

### 其他
國立台灣體育學院舞蹈系師生、東海大學附設國小學童。

## 後續發展
夢想家晚會結束約一個月後，於2011年11月初，民進黨開始質疑國慶晚會的經費問題，由於正值總統選舉期程，很快成為選舉議題，引發各界矚目。民進黨發言人連日召開記者會，針對國慶晚會的整體費用及招標方式加以質疑。
2011年11月4日，民進黨台北市議員莊瑞雄至台北地檢署按鈴控告文建會主委盛治仁圖利。針對連日的質疑，文建會也每日發布新聞稿並不定期召開記者會加以說明。主題包括了標案的分割、指定、底價及內容，發包很多案子給賴聲川的指控，有一群廠商長期合作，亦即「賴聲川們」的指控，關於音樂、台中體院學生抱怨、以及跟廠商勾結部分的指控，都在第一時間作了說明。。
2011年11月10日，盛治仁投書聯合報，將民進黨指控的內容再度作回應，『所有關於夢想家圖利、貪瀆等違法的指控，全部都已被簡單的事實駁斥，但是基於選舉考量，其發言人群還是繼續抹黑。簡單地說，花博和台灣燈會的規劃、發包都與我完全無關；將標案拆成十三個就是為了不讓某一個統包商自行指定其他合作廠商，而要透過公開程序分別招標產生，這是為更嚴格的監督，而不是規避監督；招標底價和決標價格相同是因為廠商在議價時願意以底價承作，並非巧合或弊案；十一個國慶晚會的設備得標廠商中，有八個不是聽奧的得標廠商，而燈光、電力廠商能夠兩邊得標，是公開招標最低價得到，過程公開透明。這些廠商我都不認識，也非表坊前員工，昨日招標金額最高的舞台廠商也已發表公開信表達被抹黑的痛心。這些清楚且易查證的事實，竟然都在一連串的抹黑當中被掩蓋。這也是為何文建會在第一時間就將全案先自行移送檢調，相信終能讓事實浮現。』
他並提問當時民進黨主席及總統候選人蔡英文女士，『如果調查結果一切合法且其他廠商都與賴聲川、表演工作坊及文建會無關，您建議要如何回復由貴黨發言人所毀壞的相關人士名譽? 』。
2012年9月3日，《夢想家》被檢舉洩密及圖利案，台北地檢署以查無實證，簽結此案。此事引發批評。劇作家紀蔚然說，他心中只有兩個念頭，一是不懂盛治仁在得意什麼，「報告明顯指出，身為最高文化單位的代表，身為納稅人民的代表，盛治仁做了十足的冤大頭。他不是太慷慨，就是太無知；他不但不懂行情，也沒有起碼的藝術品味去驗貨」。「兩個晚上演出花掉兩億，竟一點問題都沒有？太恐怖。」劇場工作者王墨林說，形式上的合法本來就容易做到，「這樣的結果，是否成為大家以後行事的標準？有本事的大家都去搶餅花錢揮霍吧，小劇場工作者就搶餅乾屑吧」。聲樂家曾道雄則說，《夢想家》事件代表資源的壟斷及掠奪，價值觀的扭曲，以及無度的揮霍沒有受到制衡，「未來大型活動的預算編列及審查將更為混亂，有一個二、三億的案例在前，其他幾百萬、幾千萬的案子也就不算什麼，這是最讓人憂心的地方。」。
盛治仁亦於同日召開記者會，說明自己從第一天被質疑時對外界的說法，自始至終都沒有改變，也都經得起事實的檢驗和司法的調查。沒有辦理過大型活動經驗的的人士對於相關經費及籌辦過程不瞭解而批評，可以理解及接受，並盡力說明。對於惡意抹黑的人士，則會堅持循法律途徑還原真相。
承作《夢想家》舞台機械及自動控制系統規劃製作執行的義騏公司，控告文化部不認新台幣7百多萬元的契約變更，要求文化部民事賠償。「《夢想家》戲難看、歌難聽，跟我有關嗎？」羲騏總經理王騏三說，預算如何編列不是承包廠商可以決定，「我們依照採購法承攬契約，當初說演出就是驗收，到現在沒有任何動作，我們沒有任何自我救濟管道，只能以民事狀告文化部賠償」。該舞台標案總價五千多萬，是最高金額的案子，但王騏三本人亦發表聲明，除對標案內容及費用作說明之外，亦聲明跟盛治仁沒見過面不認識，與賴聲川表坊上一次的合作已經是十多年前，且聽奧參與投標亦未得標。。
監察院由監委馬秀如、周陽山進行調查。2013年7月11日，監察院通過糾正案，糾正行政院和文化部（前文建會）。監察院認為，行政院延誤建國百年相關活動開始籌備時間，又將所有工作集中文建會，是造成期程延誤及品質評價不佳的主要原因。《夢想家》一再變更標案的劃分方式，延誤標案進行時程，也有重大缺失。
監察院的糾正案並未查出該案有圖利或貪瀆之事證。。
控告馮光遠的司法訴訟結束後，在2016年12月3日，盛治仁撰寫公布了國慶晚會夢想家音樂劇的籌備始末。從接任背景、標案設計、演出精彩度、經費編列、審計部報告、到籌辦過程面對的困難，都做了說明，供外界參考並檢驗，內容皆詳細列出，並無不法。

## 正面意見
往年建國晚會多由藝人、歌手或藝文性質團體進行綜藝性質演出，今年是100年，主辦單位希望打破傳統晚會的表演形式，帶給全球華人耳目一新的慶祝晚會，發揚台灣文化創意產業軟實力。經過多方討論，最後邀請享譽國際的華人劇場導演賴聲川擔任國慶晚會創意總監，與台灣音樂教父陳志遠攜手合作 (未及參與監督其完成，便已過世)，一同打造大型搖滾音樂劇。
2005年來台在室內演出的音樂劇歌劇魅影，此劇當時在台灣花費的總製作成本達三億台幣。支持者認為，夢想家具備百老匯水準，相較之下，花費兩億為合理支出。況且主委盛治仁認為，以中央政府今年總預算規模1.7兆元來比較，認為「就像一個百萬年收入的家庭花一千元慶生」，並不為過。
賴聲川認為，這是建國百年音樂劇，並且由於在戶外演出，對燈光、佈景、舞台控制系統上都有更高的要求，不是一般的音樂劇，支出成本原本就較高。相較新加坡國慶，光是燈光就花了2500萬元，是夢想家的3倍。2天的演出除了圓滿劇場的觀眾，還有外場電視牆前的群眾，加上電視機、網路前的觀眾，人數總共三百萬人。

## 質疑與負面評價

### 質疑
輿論認為音樂劇《歌劇魅影》在台灣北中南共演出63場，在百老匯的商業演出也超過十年以上，收支能夠平衡。奧地利布雷根茨音樂節，執行預算雖花費約新台幣2.3億元，但能持續演出「2個月」具國際水準級的音樂劇。相較之下，《夢想家》只演出兩場就花費超過新台幣兩億元，不符合成本效益，根本不可思議。許博允接受電視訪問時認為，創意本身是無法估價的，但是二億元的經費確實是太高，希望政府能注意到資源分配與成本效益的問題。雲門舞集創辦人林懷民表示未看過《夢想家》，但他認為政府在舉辦類似活動時，花了大錢卻留不下任何東西，讓他覺得非常遺憾。他表示，一件作品值不值得「完全看作品的結果能否帶來凝聚心，看完之後會不會覺得驕傲」。
黃俊雄認為，盛治仁是學者，要完全了解藝術很困難，想創新、要做大，但不知道要花這麼多錢；《夢想家》只是國內劇團及演員參與就耗資新台幣兩億多元，的確是破天荒之事、花太多錢。民進黨發言人林俊憲指出，其中也有三個標案是設備租賃，包括投影字幕設備租金新台幣一千六百萬元、通訊及監視設備租金新台幣四百二十五萬元、燈光設備租金要新台幣八百九十八萬元，三項標案金額將近新台幣三千萬元，這些設備並非購買，錢花完就沒有了，「這麼高的租金是否符合一般常理？」

### 負面評價
民進黨質疑，賴聲川的妻子丁乃竺是建國百年活動籌備委員會委員，可能影響了表演工作坊取得此次演出的機會。知名談話性節目主持人陳文茜於2011年11月21在年代新聞台節目《新聞面對面》爆料「《夢想家》預算是由馬英九和吳敦義決定，盛治仁是代罪羔羊」，還說「連台中圓滿劇場都是馬吳決定的」。
因為作曲人陳志遠在《夢想家》製作過程中過世，《夢想家》的主題曲是以舊曲重新填詞拼湊而成，配樂的整體完成度不佳。且網友批評，由賴聲川填詞的主題歌內容重複，跟劉子千的〈唸你〉一樣令人抓狂。民進黨台北市議員梁文傑指出，該劇主題曲由已故音樂家陳志遠譜曲、賴聲川填詞，歌詞共一百四十八字，其中「我」「的」「夢想」「家」這幾個字重複七十四字，佔全部歌詞百分之五十；比《海綿寶寶》主題曲一百四十字中，「海綿寶寶」出現十四次、共五十六字，佔百分之四十四還多；「打混功力超過海綿寶寶」、「顯見賴聲川根本沒有用心填詞，簡直比國中生的新詩、兒歌還不如」。
莊瑞雄還爆料，《夢想家》經費充足還用志工：國立台灣體育學院舞蹈系六十八名師生被邀請參與「夢想家」訓練、彩排、演出，師生以為自己參與的是義演性質的國家慶典，只領六十八萬餘元；也有東海大學附設國小學童的家長偷偷的向莊瑞雄爆料，小學生參與夢想家表演還要倒貼新制服費用，家長還以為夢想家經費不足；《夢想家》既然花費遠超過行情價的二億多元，（非高層人士的）薪資及雜費就不能低於商業標準及勞動法規，否則是假志工之名行血汗工廠之實。

### 爭議
《夢想家》演出結束後，導演鴻鴻發表看法，認為此劇內容政治性大於藝術性。紀蔚然也對於它的劇本與演出方式提出質疑。劇場界人士開始對此劇傳出負面評價。
2011年10月31日，曾道雄投書《自由時報》，以「毛骨悚然」來形容這場演出的演出費用過於高昂，指責這嚴重排擠了其他藝文團體的資源。馮光遠與戴立忍隨後對此劇提出批評，特別是針對於它的經費使用方式與賴聲川的人格。賴聲川回應，他本人專注於劇場創意，對於經費爭取與使用方式並不清楚，願意接受大家的公評。
民進黨隨後對《夢想家》經費運用方式提出質疑，認為經費流向有問題，要求公佈經費支出細目；但遭到盛治仁的反駁，指稱這是政治抹黑。2011年11月10日，盛治仁投書《聯合報》，表示：「藝文界及觀眾對該劇的評價，藝術家和文建會要虛心聆聽檢討。但一個演出好不好看，跟有沒有必要辦、過程有沒有浪費或貪瀆，是完全不同層次的問題。藝文界長期資源不足，文建會也一直積極爭取。今年支援補助表演藝術經費是五點八億，比四年前二點一億成長兩倍多，還是遠不敷實際需求。因此我們完全尊重也接受藝文界對個案花費過多的不滿。建百數百個活動中，去年底跨年慶典和今年百年國慶晚會是最大型的兩場戶外演出，跟室內藝文表演的規模經費無法相比。」盛治仁認為，「民進黨迄今對《夢想家》所有圖利、貪瀆等指控，都已被事實駁斥；但基於選舉考量，其發言人群還是繼續抹黑。」此事件隨後形成兩黨之間的政治攻防，並引發社會討論。
2011年11月17日，部份藝文界人士不滿盛治仁模糊焦點指稱此事是政治惡鬥下的結果，成立「文化元年基金會籌備處」，發表九項訴求，徵求連署，希望政府重視長久以來對藝文界補助的不公平現象，並要求盛治仁下台負責。吳敦義與馬英九也發表公開談話認為，《夢想家》花費新台幣兩億元，確實值得檢討。
2011年11月18日上午，盛治仁在各方壓力下向吳敦義書面請辭，他表示，《夢想家》實際花費細目及金額，由於目前尚未結案，無法在一時之間公開給外界公評。身為賴聲川妻子的建國百年活動籌備委員丁乃竺則表示，總統大選後才會說明花費細節，「我們仍選擇沉默，因為：台灣一碰到選舉期間，很多事件言論是會變調的。等待選後，一定會詳加說明，把我們的製作、預算內容都公開，聆聽大家意見。」
總統大選結束後，2012年1月18日，賴聲川召開記者會，提出聲明。他說，《夢想家》的標案不是靠關係取得，是分成13個標案進行。2億元經費中，表演工作坊的創意費用為3900萬元，實際花費2700萬元，主要是800多位技術、行政人員的長期費用、100多名演員酬勞，以及燈光、服裝、電視轉備等成本。導演部份為120萬元，投影器材花了1600萬元，採用自動移動設備的舞台則耗費5635萬元。他認為這絕不是弊案，準備對做出不實指控的人提出法律訴訟，也不會再參與任何國家的表演活動。
《夢想家》風波後，有人認為「夢想家」成了浪費公帑、有綁標嫌疑、政府預算未用在刀口上、拿人民納稅錢來好大喜功的代名詞。也有人認為這是選舉時抹黑後來清查後無辜的典型案例。接下來的「太魯閣劇場」等花大錢的設施與活動，也拜《夢想家》之賜暴露在陽光下，而招致藝文、環保、社會公益等團體的集聲撻伐。社會各界對於政府大手筆的支出，無不以放大鏡檢視。盛治仁控告相關人士抹黑毀謗的民刑事案件後來勝訴，馮光遠判刑入獄並賠償三十萬台幣。
2012年12月18日，馮光遠在部落格貼文〈盛治仁一邊告我，一邊，他的手也沒閒著〉，批評盛治仁「你有名譽，可是基本上都是狗屎豬糞名譽，所以妨礙（名譽）一下也無妨」。2013年2月7日，馮光遠在部落格貼文〈不起訴，可是我還是火大〉，罵「盛治仁這不知所云的人渣公務員」。盛治仁向台北地方法院提起自訴。台北地方法院一審判決，馮光遠成立2個公然侮辱罪，共執行拘役30日；馮光遠提上訴。2014年8月12日，台灣高等法院二審判決，《夢想家》案固為可受公評之事，但馮光遠沒有合理憑據認為盛治仁在《夢想家》案確有重大貪汙或其他嚴重違法情形，就以對人格極度貶損的「人渣」等語言攻擊盛治仁，已逾越合理評論範圍，成立公然侮辱罪；至於馮光遠批評盛治仁「狗屎豬糞名譽」部分，台灣高等法院比照前後文，認定此部分是戲謔文詞，此部分改判無罪；故僅依1個公然侮辱罪判處馮光遠拘役20日，可易科罰金新台幣2萬元，全案定讞。馮光遠拒絕繳納罰金，入獄服刑。盛治仁則表示:「台灣的媒體和公共論壇討論事情的方式，尤其在選舉期間，事件真相往往在第一時間無法釐清，只能透過後續的司法調查或訴訟去還原真相或尋求公道」、「越多人願意這樣做，就越能制約無根據的抹黑與指控，或是侮辱性的言詞充斥於社會。」
「「夢想家」的事情，從第一天跟社會大眾的說明開始，就是事實的真相，迄今也完全沒有改變，當時卻被嚴重抹黑。可是如果連這樣明確的指控都能成為言論自由的保障範圍，難怪我們一般民眾對於絕大多數自己未涉入的事情都無法了解，因為總是有兩種說法存在，一個是事實，一個是言論自由。」、「許多人面臨類似情況，多數覺得事情既然發生，就是自認倒楣或息事寧人，為自己圖個清靜，但卻是變相鼓勵不負責任的言論持續發生。我希望更多人面對此情況時，能選擇勇敢地面對，願意到法院將是非談清楚。至少能夠讓毫無根據的說法，必須在法律面前交代當時言論的基礎何在。越多人願意這樣做，就越能制約無根據的抹黑與指控，或是侮辱性的言詞充斥於社會。」
2014年1月15日，《台灣壹週刊》第660期在目錄頁旁刊登全頁「道歉暨澄清啟事」，為錯誤報導吳敦義「主導《夢想家》決策」（第572期）、「大樁腳拿陳啟祥新臺幣1000萬元」（第582期）、「急撥公帑補助小姨子夫家經營的屠宰場」（第590期）及「私會竹聯幫大老」（第599期）共4篇報導之事道歉。